# Dryna
Dryna  est une petite île de la commune de Molde, du comté de Møre og Romsdal, dans la mer de Norvège.

## Description
L'île de 1,7 km2 se situe entre le Harøyfjorden et le Midfjorden, à l'entrée du grand Romsdalsfjord. C'est la plus occidentale des îles principales de la commune. Jusqu'en 1965, Dryna faisait partie de la municipalité de Haram.
Dryna a une liaison routière avec l'île voisine de Midøya à l'est. Il existe des liaisons par ferry depuis l'extrémité ouest de l'île jusqu'au village de Brattvåg (en) et au village de Myklebost (tous deux dans la municipalité d'Ålesund).

### Nom
La forme en vieux norrois du nom était Dryn. Le nom est probablement dérivé du mot drynr qui signifie "grondement" ou "rugissement" (en référence à la houle des vagues contre l'île).